# Umění Oceánie

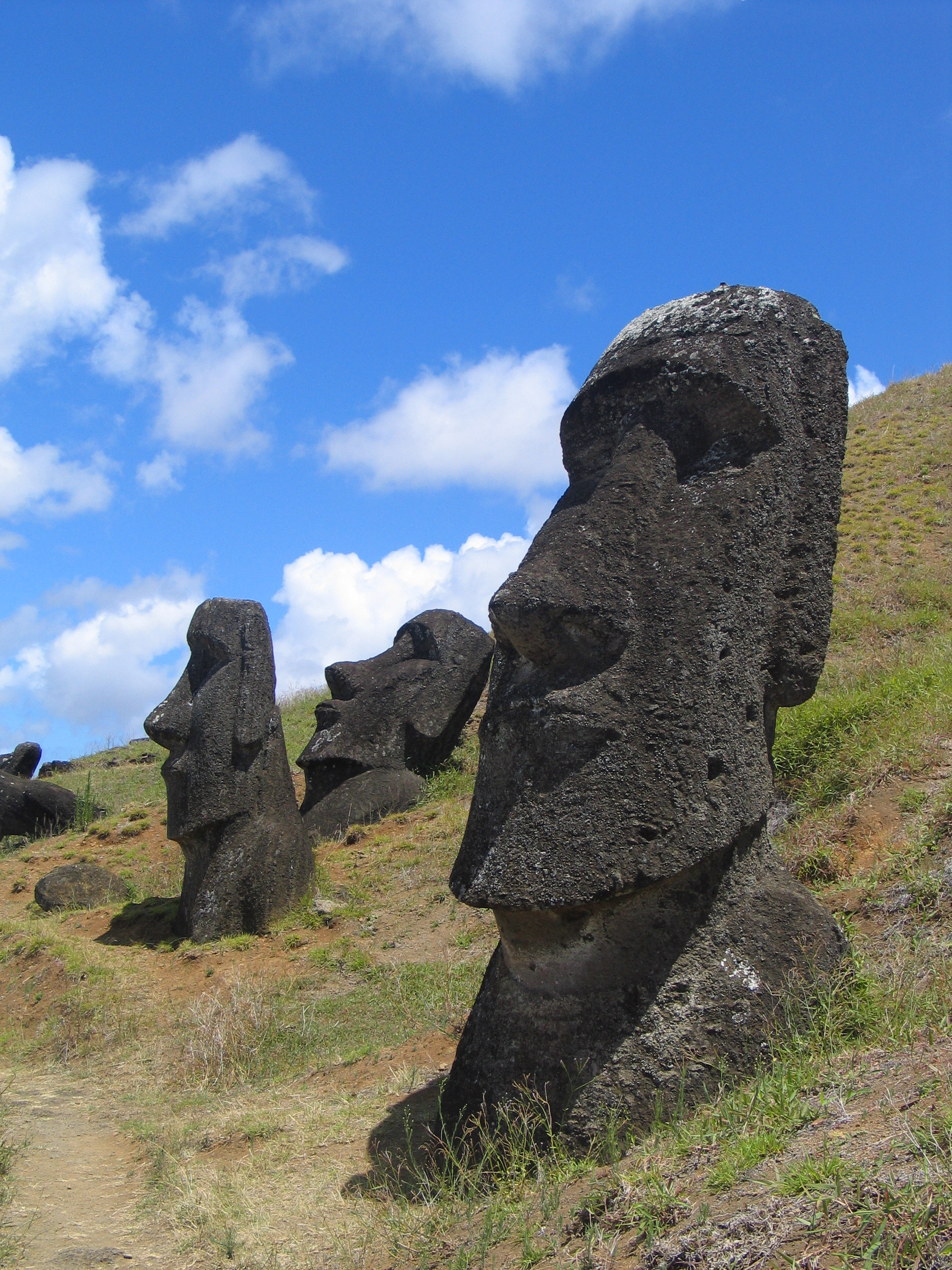
Sochy Moai na Rano Raraku, Rapa Nui (Velikonoční ostrov)

Umění Oceánie shrnuje umělecká díla vytvořená původními obyvateli ostrovů Tichého oceánu a Austrálie, a to včetně tisíce kilometrů vzdálených oblastí, jako je Havaj nebo Velikonoční ostrov. Toto území je rozděleno na čtyři části; vedle Austrálie jsou zde ostrovní skupiny Melanésie, Mikronésie a Polynésie.
Umělecké výtvory Oceánie se v jednotlivých regionech a kulturách velmi odlišují, často ovšem pojednávají o stejných tématech - plodnosti nebo nadpřirozenu. V rámci náboženských obřadů i společenských rituálů byly často užívány různé masky. Dalšími častými formami umění byly například petroglyfy, tetování, malba, řezba, ozdobné tkaní a podobné práce.
Veliký vliv měl na všechny oceánské národy kontakt se Západní světem a jemu následující kolonizace. V poslední době ovšem dochází, stejně jako v mnoha jiných kolonizovaných oblastech Země, k obrození a uznání tradiční kultury a umění.

## V jednotlivých oblastech

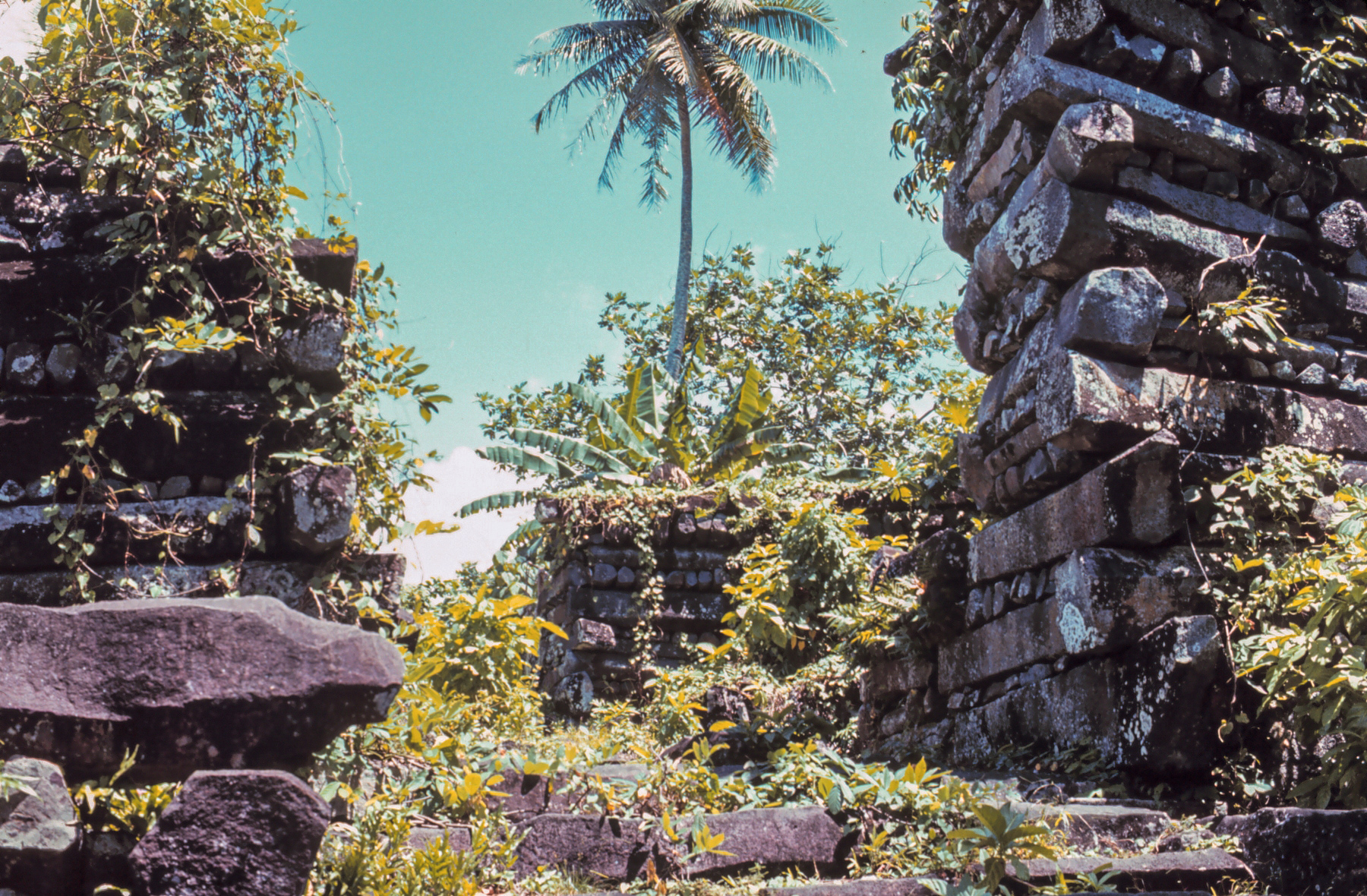
Trosky města Nan Madol na ostrově Pohnpei

### Mikronésie
Obyvatelstvo ostrovů Mikronésie se vyvinulo z dávné kultury Lapita. Na mikronéském ostrově Pohnpei se nachází jedna z nejproslulejších a nejvýraznějších památek celé Oceánie - megalitické město Nan Madol. Vzniklo asi okolo roku 1200 n. l. a i v době příjezdu Evropanů okolo r. 1600 bylo stále budováno a rozšiřováno. Po pádu Saudeleurské dynastie však začalo město upadat a začátkem 19. století bylo zcela opuštěno; dnes z něj zbyly jen trosky. V tomtéž století byla oblast rozdělena mezi koloniální mocnosti, domorodé umění však vzkvétalo dále. Mezi muži byla rozšířená dřevořezba - vznikaly bohatě zdobené obřadní stavby na ostrovech Palau, stylizované luky nebo ornamenty krášlené kánoe. Ženy zase vytvářely tkaniny, čelenky nebo náramky, taktéž ozdobené spletitými ornamenty. Mikronésané promítali umění na praktické věci a nástroje a pouze s malým výběrem přírodních materiálů, ovšem s velkou kvalitou a pečlivostí.
V první polovině 20. století však došlo v mikronéské kultuře k poklesu. Mohl za to zejména vliv západních mocností a Japonska. Mnoho uměleckých tradic, zejména sochařských, prostě umlklo. Jiné formy umění, jako tradiční architektura a tkaní, však pokračovalo. Po skončení druhé světové války se stala většina mikronéských národů nezávislými na bývalých koloniálních mocnostech a zdejší kultuře se tak dostalo volnosti k opětovnému tvoření tradičního umění. Ke konci století začalo do Mikronésie také pronikat současné umění okolního světa.

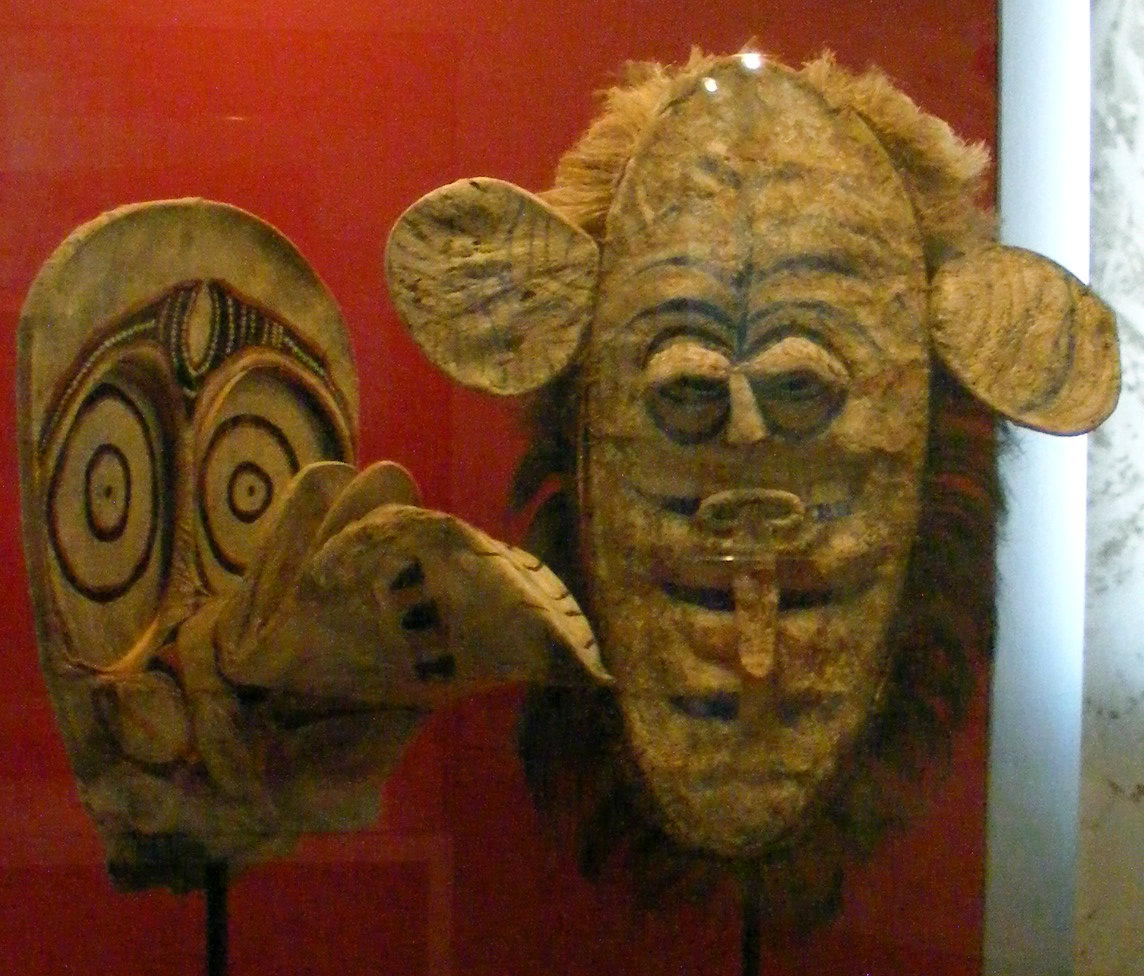
Tradiční polynéské masky, muzeum v Mnichově

### Polynésie
Polynésie má stejně jako Mikronésie kořeny v dávné lapitské kultuře. Velká část Polynésie, například Havajské ostrovy, Nový Zéland, Společenské ostrovy nebo Velikonoční ostrov, však byly v porovnání se zbytkem Oceánie osídleny poměrně nedávno. Bezpochyby nejproslulejším uměleckým výtvorem a jedním ze symbolů Polynésie jsou sochy Moai na Velikonočním ostrově (v domorodém jazyce zvaném Rapa Nui).
Polynéské umění se vyznačuje pečlivým zdobením a často pojednává o nadpřirozenu. I během kontaktu s Evropany v 16. století klasická polynéská kultura vzkvétala. V 19. století však na ostrovech začali řádit otrokáři a zavlečené nemoci a domorodá populace tak byla velmi oslabena. Příval misionářů způsobil konvertování ke křesťanství, což v mnoha případech vedlo ke zničení některých kulturních a uměleckých pozůstatků, zejména pak soch. Nicméně více světské umění jako řezbářství a tkaní bylo zachováno.
Po skončení éry kolonialismu pak znovu vzrostlo úsilí Polynésanů tvořit vlastní kulturu.

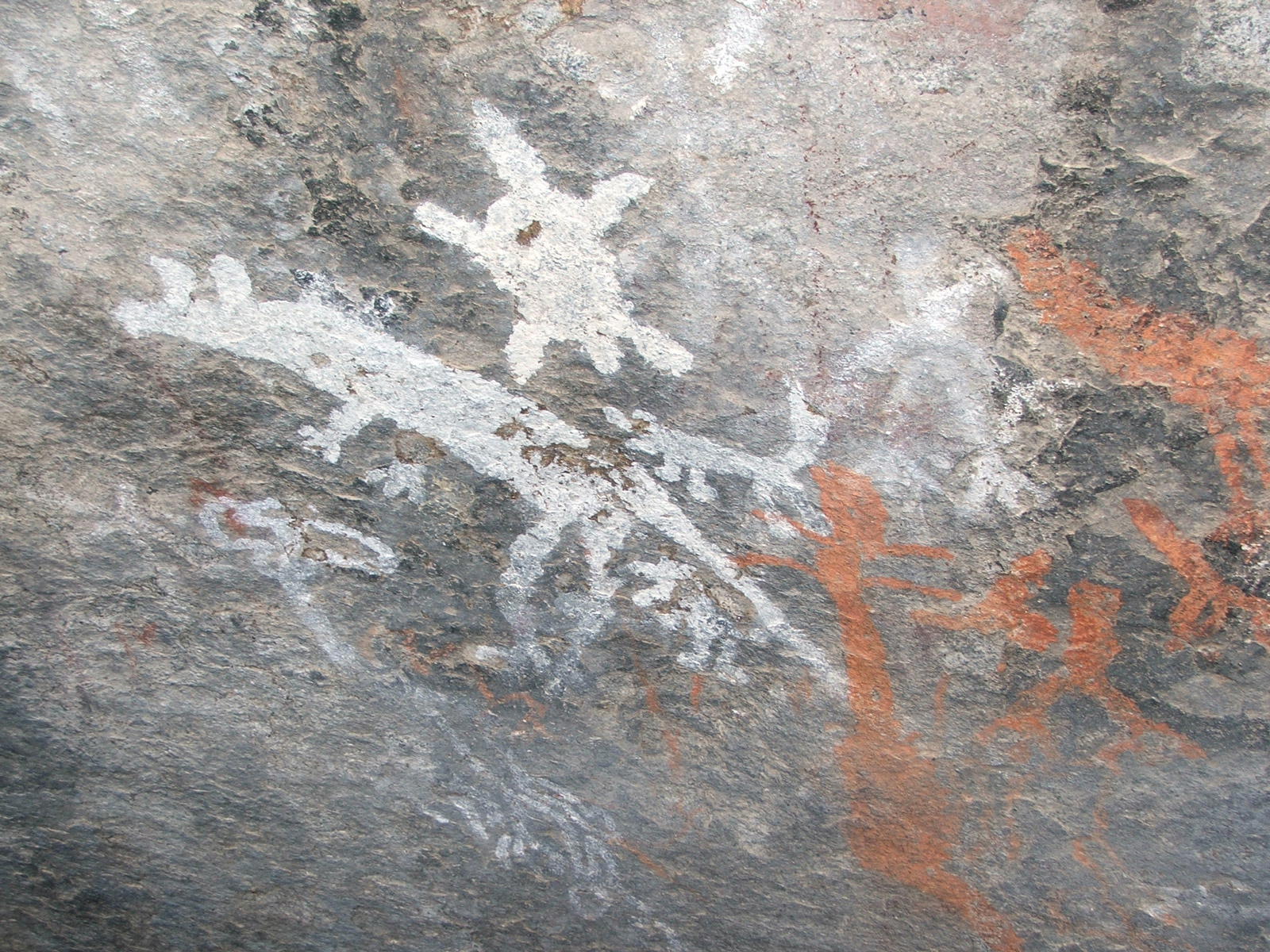
Skalní malba Austrálců, národní park Namadgi poblíž Canberry

### Austrálie
Austrálci jsou známí především pro své skalní umění. Nejstarší z jeskynních maleb jsou datovány do doby před 20 000 let, domorodci přitom s tvorbou nepřestali ani po příjezdu Evropanů. Typickým prvkem v jejich kresbách jsou tečky tvořené pomocí klacků. Jiné formy umění jsou podřízeny tomu, že se Austrálci neusazují na jednom místě, ale svá sídla často přemisťují. Součástí austrálské kultury je i tanec, jehož pohyby jsou inspirovány chováním australského zvířectva. Při tanci se Austrálci tradičně pomalovávají bílými tvary a liniemi.

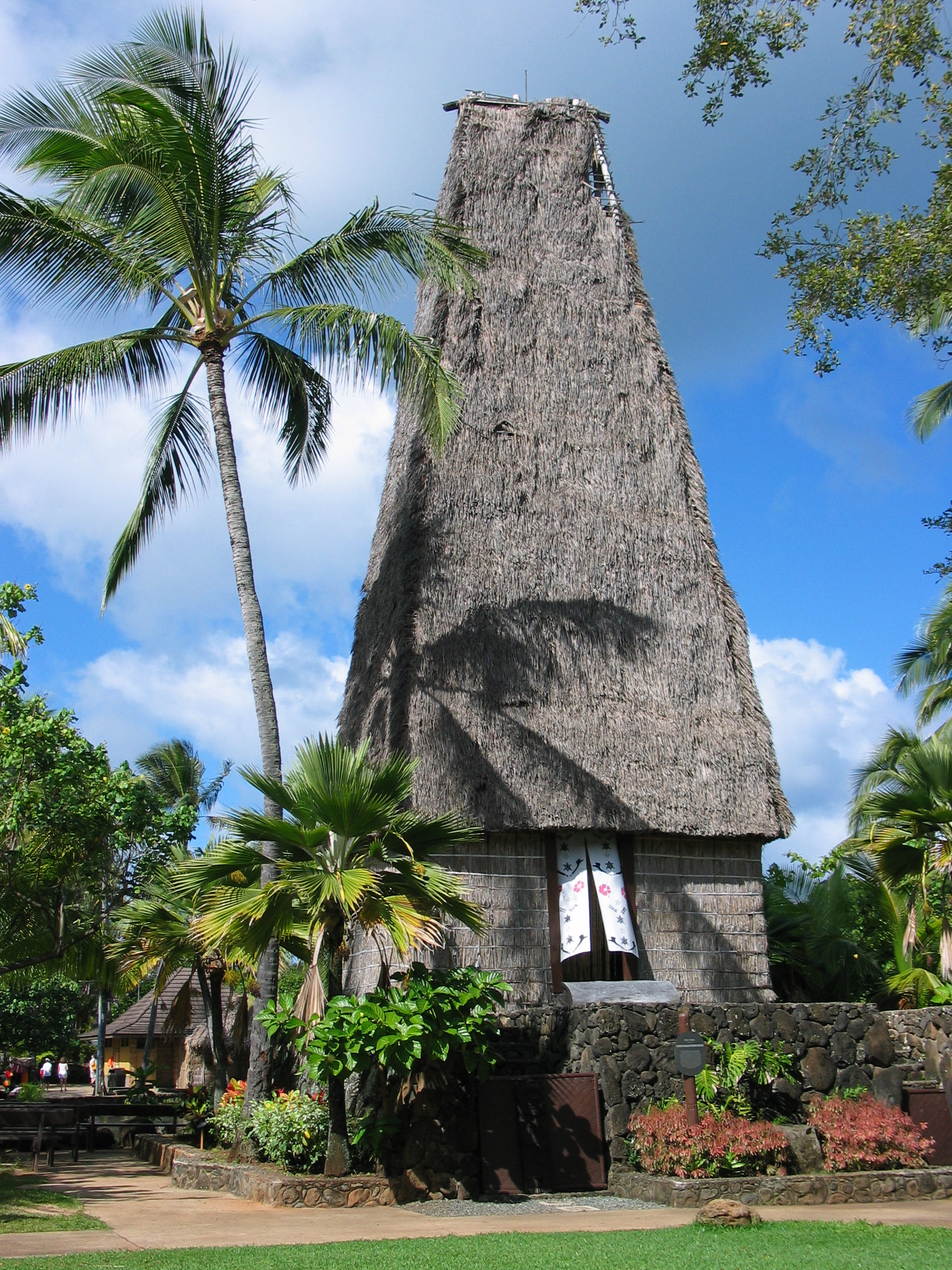
Tradiční chrám na Fidži

### Melanésie
Melanésie, zahrnující i ostrov Nová Guinea, má zřejmě nejnápadnější umění z celé Oceánie. Je velmi dekorativní a zobrazuje někdy přehnané výjevy, často se sexuální tematikou. Často také odkazuje na předky, lov a kanibalismus. Umění například ve formě zhotovování masek také úzce souviselo s náboženskými rituály.
Po roce 1600 se Melanésie stejně jako zbytek Oceánie začala setkávat s Evropany. Rozvrat tradiční kultury v důsledku kolonizace však začal nastávat až ve druhé polovině 19. století. Mnohé formy umění zanikly, jiné, například sochařství, ale naopak vykvetly. Ve 20. století se dokonce prvky melanéské kultury začaly šířit a ovlivňovat západní umění. Velký úpadek však nastal po druhé světové válce. Až po desetiletích začal zájem o tradiční kulturu Melanésie opět vzrůstat.

## Galerie

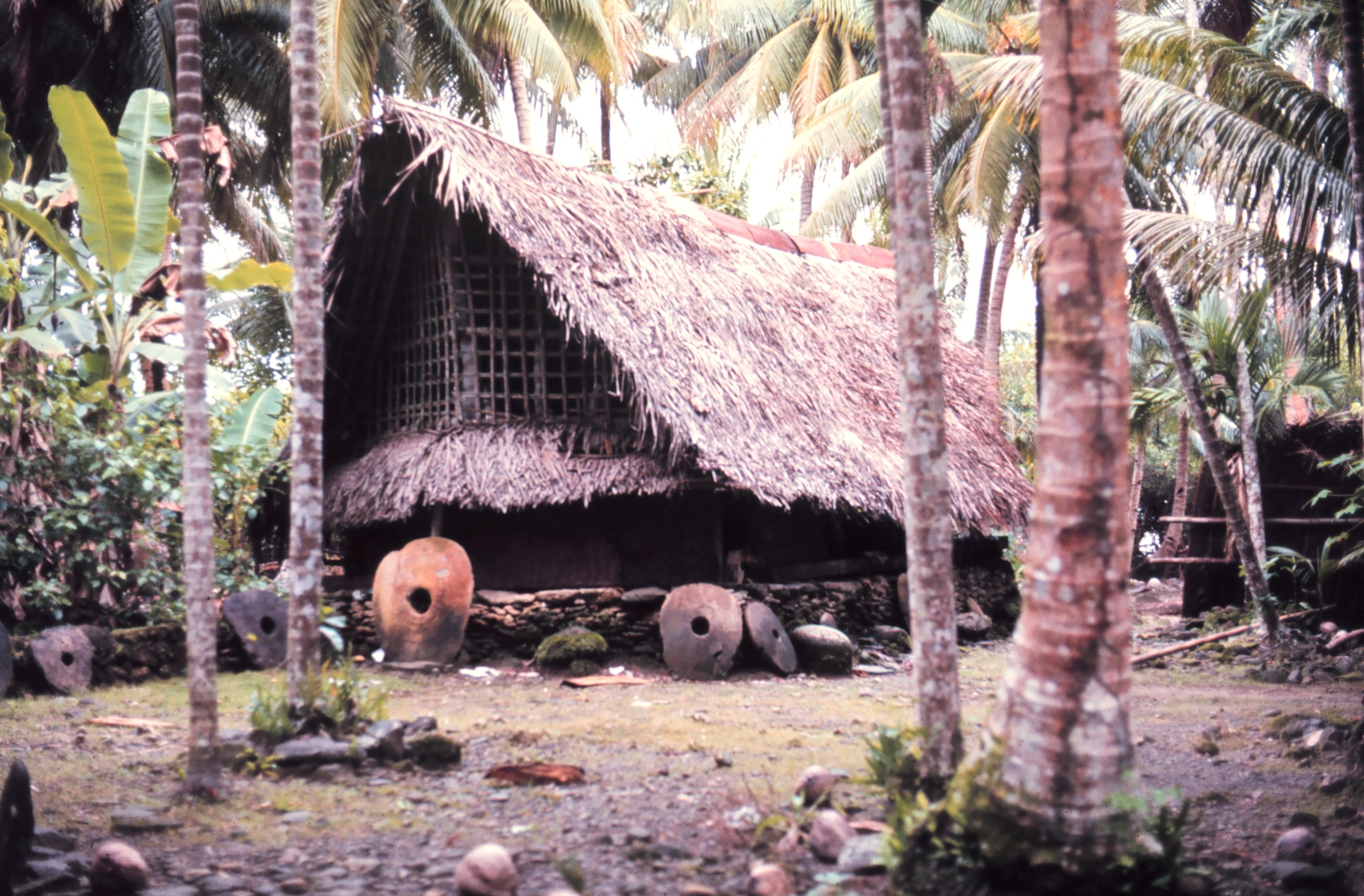
Tradiční palauský dům s vápencovými disky, symboly bohatství
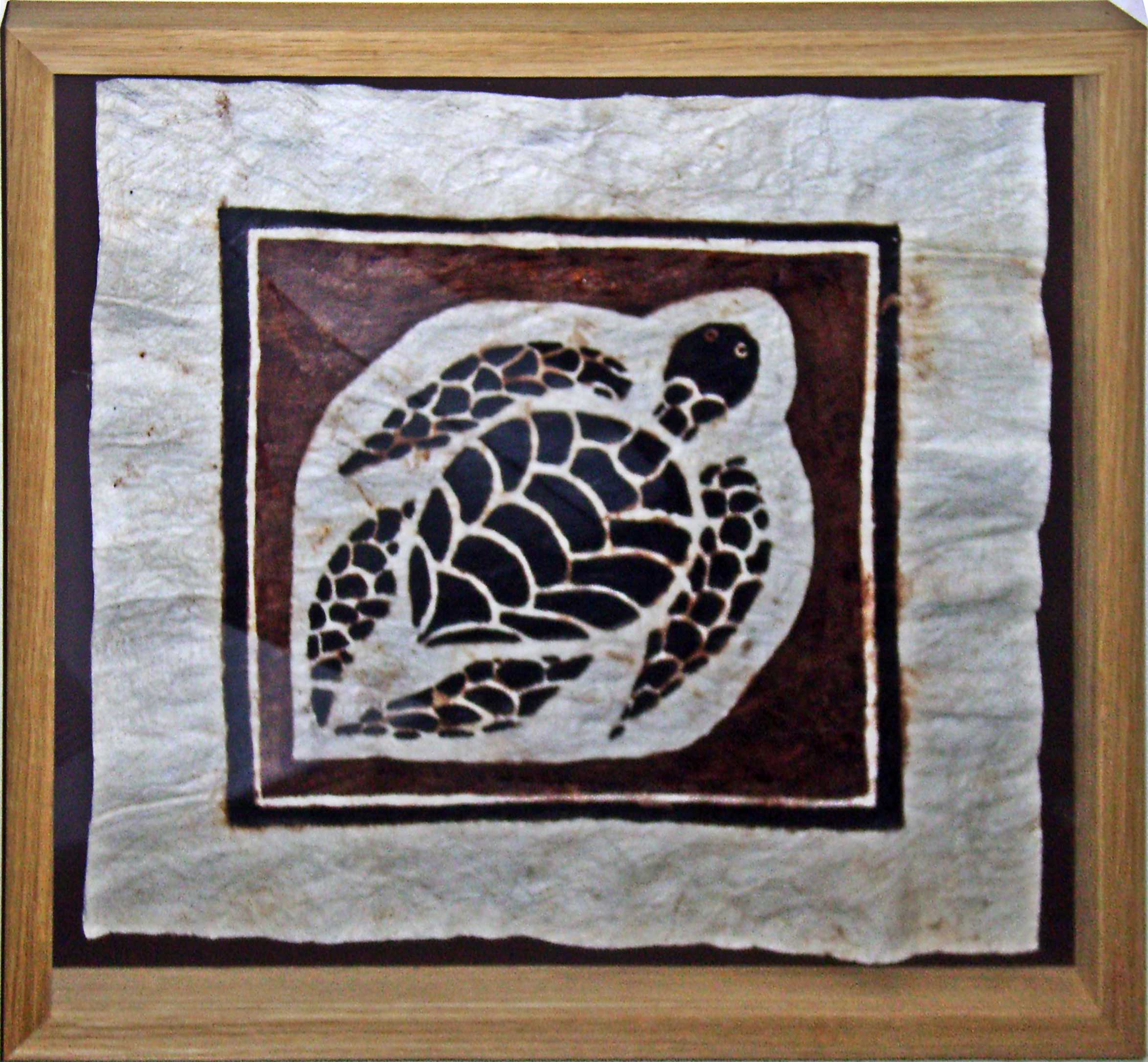
Obrázek mořské želvy vytištěný na tkanině tapa, Samoa
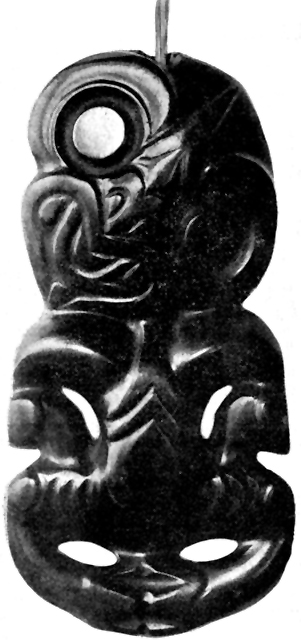
Hei-Tiki, přívěsek Maorů, původních obyvatel Nového Zélandu
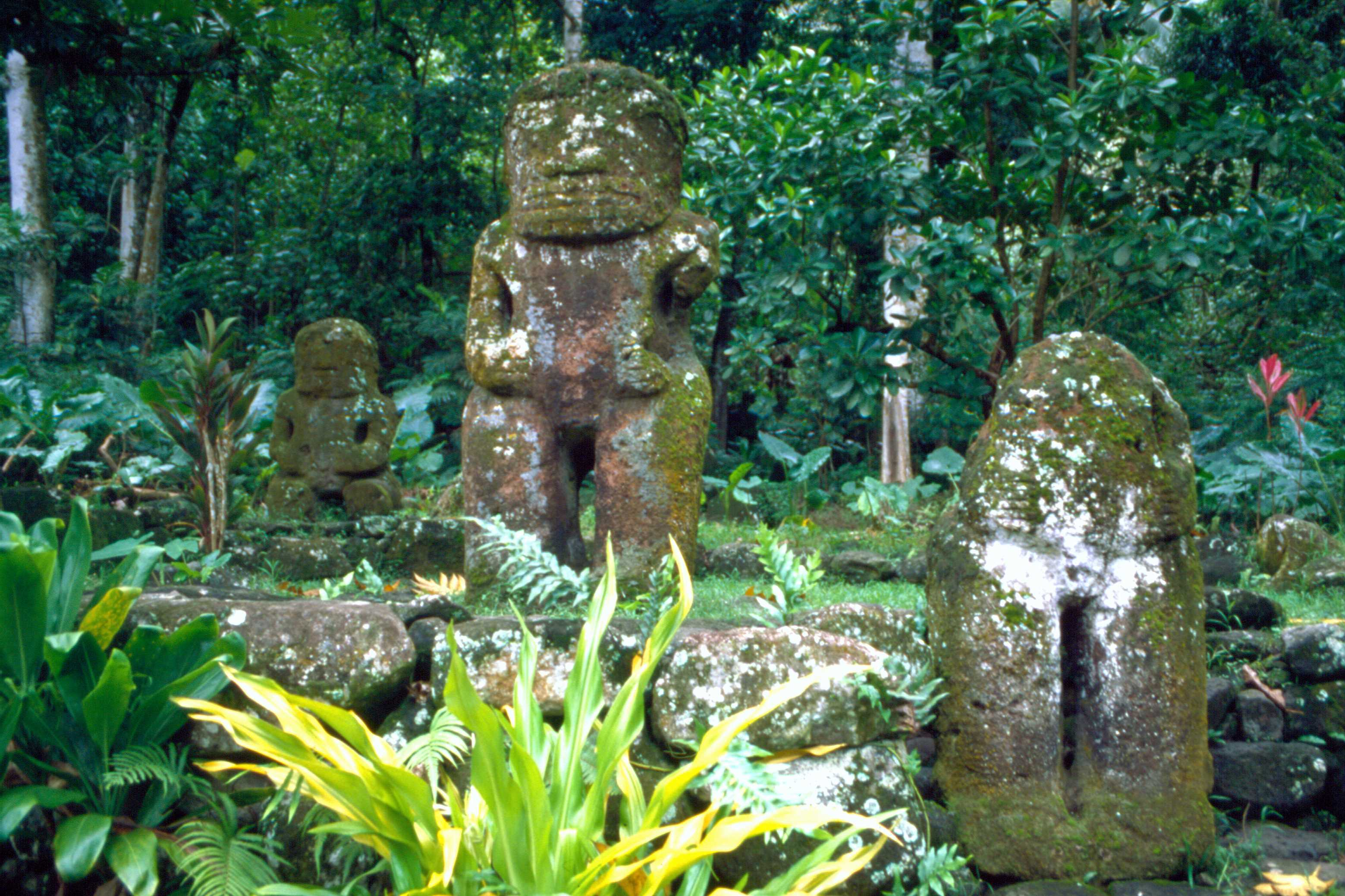
Sošky Tiki na souostroví Hiva (Markézy)
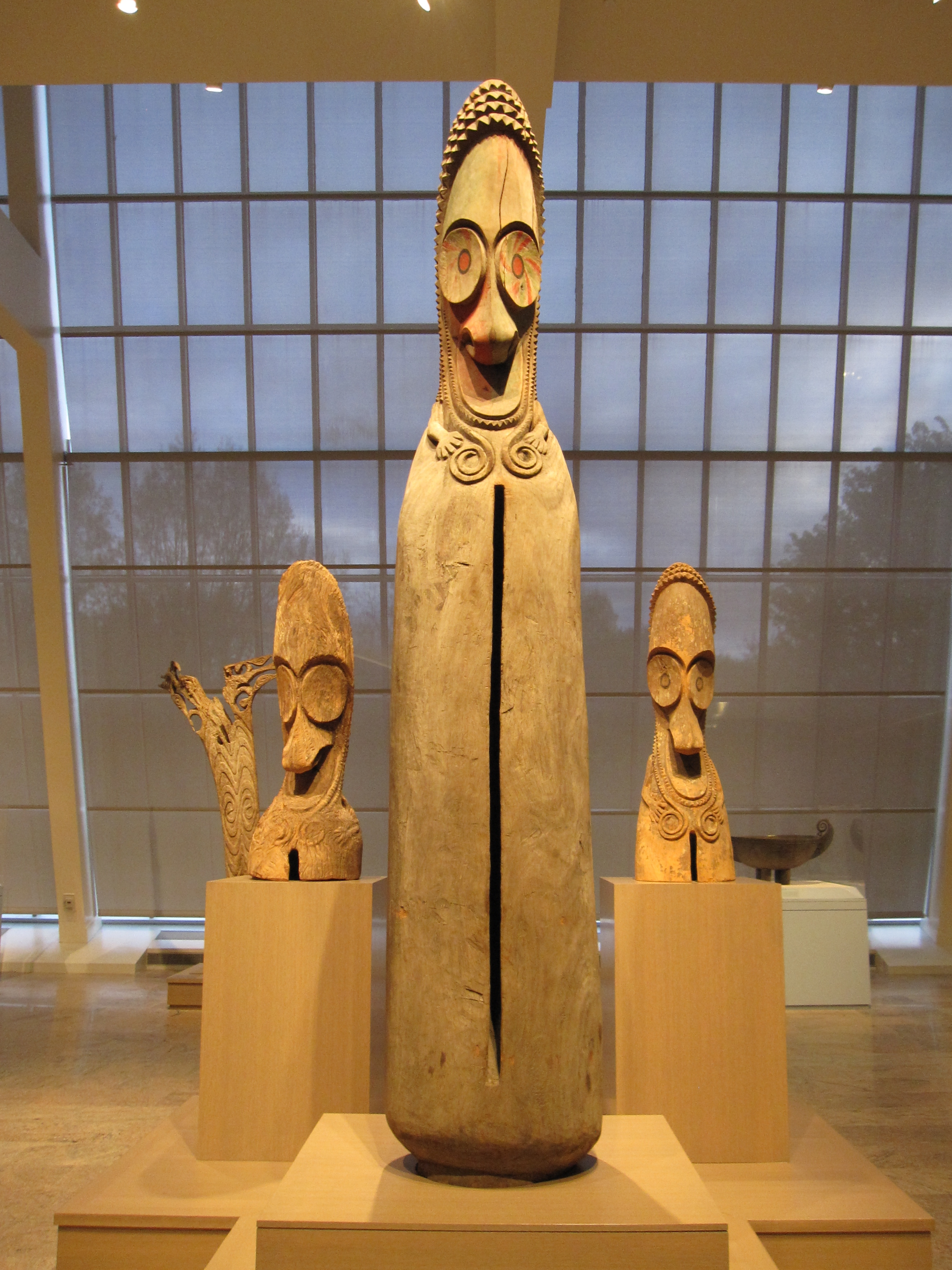
Atingting Kon, gongy z Vanuatu
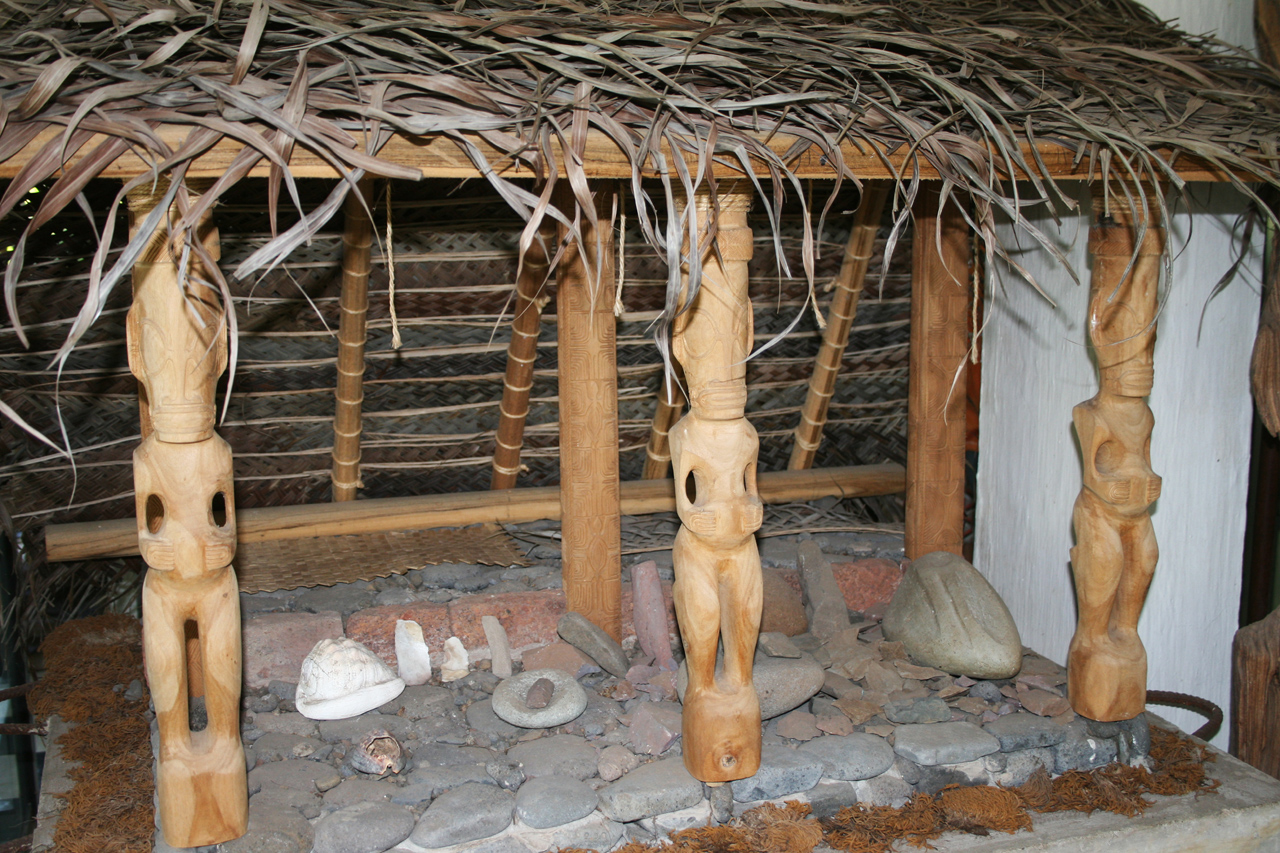
Rekonstrukce tradičního domu z Markéz v muzeu ostrova Ua Huka